# Kumadi Forest Park
Der Kumadi Forest Park ist ein Waldgebiet im westafrikanischen Staat Gambia.

## Topographie
Das 283 Hektar große Waldgebiet liegt in der North Bank Region im Distrikt Jokadu und wurde wie die anderen Forest Parks in Gambia zum 1. Januar 1954 eingerichtet. Das Gebiet befindet sich 12,5 Kilometer westlich von Kerewan und rund 3,3 Kilometer südlich der North Bank Road, Gambias zweitwichtigster Fernstraße. Der Kumadi Forest Park liegt am linken östlichen Ufer des Jurunkku Bolong, einem Nebenfluss des Gambia-Flusses und in drei Kilometer Entfernung von dem Kusaywa Forest Park.